# Signal audio
Pour les articles homonymes, voir Audio.

Échantillon d'un signal audio

Un signal audio est une représentation du son, généralement à l'aide d'un niveau de tension électrique variable pour les signaux analogiques, ou d'une série de nombres binaires pour les signaux numériques. Les signaux audio ont des fréquences comprises dans la gamme des fréquences audio, soit environ 20 à 20 000 Hz, ce qui correspond aux limites inférieure et supérieure de l'ouïe humaine. Les signaux audio peuvent être synthétisés directement ou provenir d'un transducteur tel qu'un microphone, un capteur d'instrument de musique, une cartouche de phonographe ou une tête de bande. Les haut-parleurs ou les casques convertissent un signal audio électrique en son.
Les systèmes audio numériques représentent les signaux audio dans une variété de formats numériques.

## Types
Selon la psychoacoustique, les sons de la parole et de la musique sont dans la plupart des cas des sons complexes, c'est-à-dire des signaux sonores qui peuvent être décrits comme une somme avec un nombre fini de partiels sinusoïdaux. On peut faire trois grandes distinctions : les sons complexes harmoniques, les sons complexes approximativement harmoniques, et les sons complexes faiblement harmoniques.
L'oreille humaine peut entendre de 20 Hz jusqu'à 20 kHz environ.